# إيرينا بيغوفا
إيرينا سيرجيفنا بيغوفا (الروسية: Ирсна Серогеевна Пегова؛ من مواليد 18 يونيو 1978، فيكسا) هي ممثلة مسرحية وسينمائية روسية وراقصة ومقدمة برامج تلفزيونية حصلت على لقب فنان الشعب في الاتحاد الروسي عام 2024. فازت مرتين بجائزة المسرح الروسي القناع الذهبي (2005، 2008) وجائزة الفيلم النسر الذهبي عام 2004.